# Denominaciones en el hinduismo
El hinduismo es una religión rica y compleja, que engloba muchos movimientos, escuelas y denominaciones religiosas.
Una denominación religiosa comparte un suelo común de creencias, tales como su 
filosofía, cosmología religiosa, y las divinidades hinduistas; pero abraza diferentes creencias generalmente respecto acerca de la divinidad principal.

## Visión general
En general estas escuelas cuentan con un libro principal cuyo nombre coincide con el de la escuela más el sufijo -sutra.
Además de este libro, cada escuela tiene toda una serie de libros de comentario y explicación del principal.
Las doctrinas más importantes son
- el shivaísmo,
- el shaktismo,
- el vaisnavismo y
- el smarta.

Estas doctrinas comparten algunos rituales, creencias y tradiciones, pero cada una tiene un punto de vista diferente sobre los dioses y sobre cómo conseguir el objetivo final del moksha (la liberación del alma después de la muerte).
Cada una sigue métodos diferentes de autorrealización y rinden culto a diferentes aspectos del Dios supremo. En cualquier caso, cada una respeta y acepta a las demás y los conflictos entre ellas son raros.[cita requerida]
Entre los seguidores del hinduismo, hay una creencia arraigada de que existen caminos diferentes hasta Dios[cita requerida] (considerado «la fuente original», o la «verdad»).[cita requerida]
Una escuela doctrinal establecida en una denominación se llama sampradaya y un linaje tradicional de maestros de una sampradaya es un parampará.
La presencia de diferentes denominaciones y escuelas en el hinduismo no debería verse como un cisma.[cita requerida]
Por el contrario, en lugar de enemistad entre las escuelas, hay una polinización de ideas y debate lógico que sirven para refinar la doctrina de cada escuela.[cita requerida]
No es poco común ni está mal visto que una persona siga una escuela pero sostenga el punto de vista de otra para un tema concreto.[cita requerida]
Según algunos autores, la mayoría de los hinduistas son vaisnavas, aunque frecuentemente mezclando aspectos con el punto de vista smarta.

## Vaisnavismo

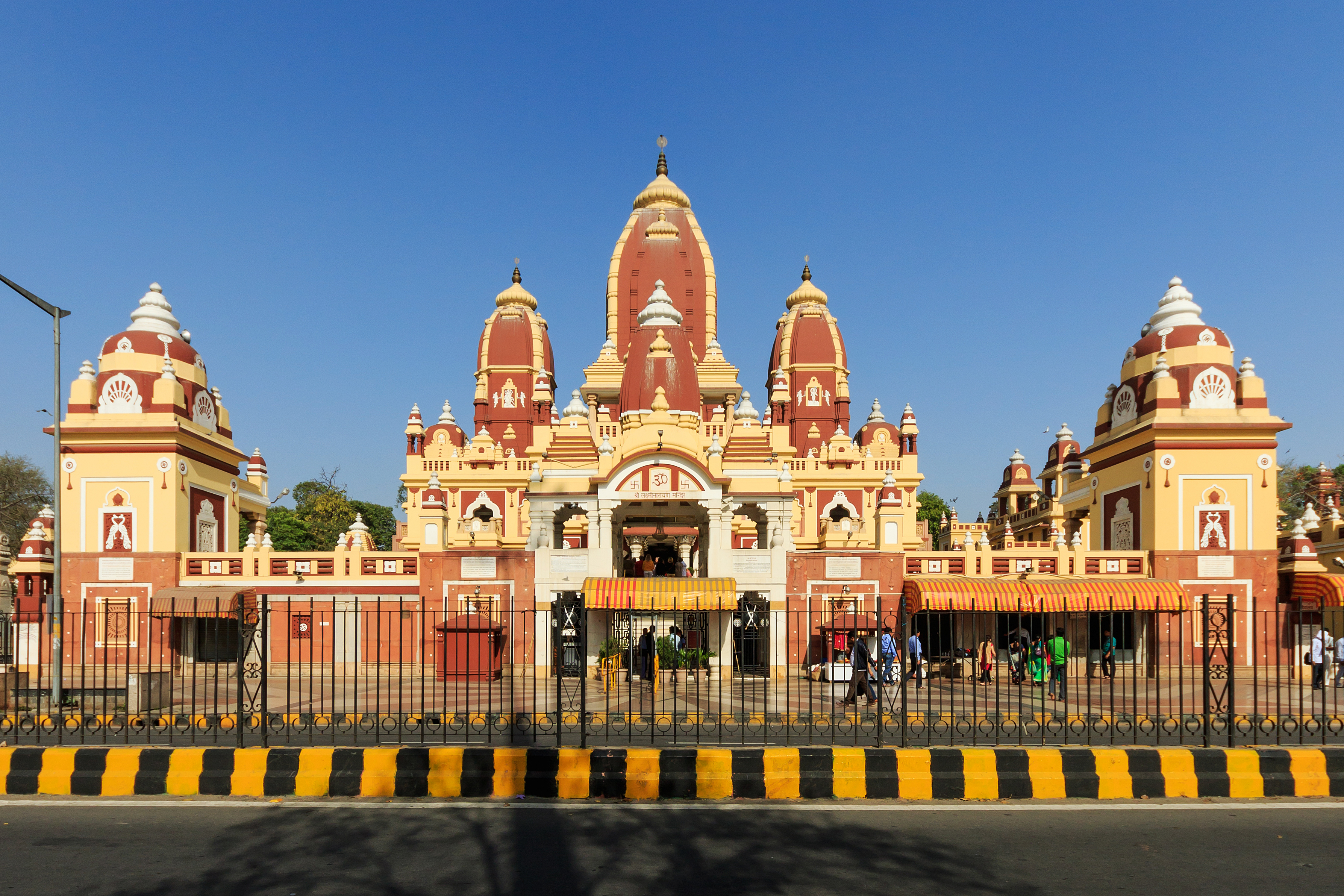
El Birla Mandir es uno de los templos vaisnavas más famosos de la India.

Los vaishnavas rinden culto a Vishnú, o a sus avataras (principalmente Krishná y Rāma), y son aproximadamente 580 millones.

### Escuelas vaisnavas
Las sampradayas o diferentes escuelas vaisnavas y los principales acharias (maestros) que conectan con ellas son:
- Brahmá sampradaya. Maestro principal Madhva Acharia.
  - Madhwa/Gaudiya sampradaya: el vaisnavismo gaudiya es una rama de esta sampradaya y comenzó con el maestro Chaitania (1486-1532).
- Lakshmī sampradaya o Sri Sampradaya (también conocido como vaisnavismo Sri). Maestro principal: Ramanujacharia
- Kumara sampradaya. Maestro principal: Nimbarka Suami.
- Rudra sampradaya. Maestro principal: Valabha Acharia
- Vaikhanasa sampradaya. Maestro principal: Vaikhanasa.

#### Grupos modernos
Grupos modernos vaisnavas asociados a los principales sampradayas:
- La Asociación Internacional para la Conciencia de Krisna, conocido como movimiento Hare Krisna (formado por Iskcon) pertenece a la Madhva Gaudiya Vaishnava Sampradaya.
- La misión Sri Krishna Chaitanya pertenece también a la Madhva/Gaudiya Vaishnava Sampradaya.
- Otros pertenecientes a la Madhava/Gaudiya Vaishnava Sampradaya: Vrinda, ISEV, etc.
- El grupo Swami Narayan pertenece a la Ramanuja sampradaya.

## Shivaísmo
Los shivaístas (o śaivitas) son aquellos que rinden culto principalmente a Shivá como Dios supremo, tanto de forma immanente como transcendente. Tiene unos 220 millones de seguidores.
El shivaísmo (o śaivismo) engloba a la vez el no dualismo y el dualismo (en la relación entre el alma y Dios). Se focaliza en el yoga, la meditación y el amor por todos los seres.
Las principales escuelas teológicas del shivaísmo son el shivaísmo de Cachemira, el śaiva siddhanta y el vira saivismo.
Para los shivaístas, el dios Śiva es el mismo con forma y sin ella. Es el bailarín supremo (Nataraja) y el linga (falo) sin principio ni final.

## Shaktismo
La denominación hinduista enfocada en el culto a la(s) diosa(s) como deidad(es) principal(es) se le denomina Shaktismo. 
El hinduismo designa como Shakti a la energía o potencia activa de un deva (dios masculino), siendo identificada cada shakti como la personificación de la esposa de un deva; y en el Shaktismo descrita como la personificación de la deidad principal con respecto a las demás deidades hinduistas. 
Toda divinidad femenina del hinduismo ha sido llamada Deví. Los inicios del Shaktismo están envueltos en la prehistoria. La diosa madre se descubrió en la India, perteneciente al Paleolítico Superior. Miles de estatuillas femeninas de fecha tan temprana como c. 5500 A.C. se han recuperado en Mehrgarh

## Smartismo

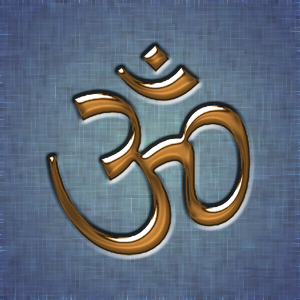
Aum.

Los smartas tienen carta blanca para elegir cualquier deidad a la que adorar; pero normalmente rinden culto a cinco deidades (pancha-upasana: ‘adoración a cinco’o pancha-devata: ‘cinco dioses’) como manifestaciones del absoluto Brahman.
Actualmente los smartas aceptan y veneran seis manifestaciones de Dios (Ganesha, Shivá, Shakti, Vishnú, Sūrya y Skanda) y la elección de la naturaleza de Dios es libre para cada creyente ya que las diferentes manifestaciones de Dios son equivalentes. Es una rama liberal y ecléctica.